# Режими регулювання зовнішньоекономічної діяльності
Державне регулювання зовнішньоекономічної діяльності — це здійснення державою комплексних заходів щодо впорядкування, контролю, нагляду за зовнішньоекономічною діяльністю та запобігання зловживанням і порушенням у цій сфері.
Одним із інструментів нетарифного регулювання ЗЕД є правовий режим для іноземних суб´єктів господарської діяльності на території країни.
Згідно зі ст. 7 Закону України «Про зовнішньоекономічну діяльність» на території України запроваджуються такі правові режими для іноземних суб'єктів господарської діяльності:
- національний режим, який означає, що іноземні суб'єкти господарської діяльності мають обсяг прав та обов'язків не менший, ніж суб'єкти господарської діяльності України. Національний режим застосовується щодо всіх видів господарської діяльності іноземних суб'єктів цієї діяльності, пов'язаної з їх інвестиціями на території України, а також щодо експортно-імпортних операцій іноземних суб'єктів господарської діяльності тих країн, які входять разом з Україною до економічних союзів;
- режим найбільшого сприяння, який означає, що іноземні суб'єкти господарської діяльності мають обсяг прав, преференцій та пільг щодо мит, податків та зборів, якими користується та/або буде користуватися іноземний суб'єкт господарської діяльності будь-якої іншої держави, якій надано згаданий режим, за винятком випадків, коли зазначені мита, податки, збори та пільги по них встановлюються в рамках спеціального режиму, визначеного нижче. Режим найбільшого сприяння надається на основі взаємної угоди суб'єктам господарської діяльності інших держав згідно з відповідними договорами України та застосовується у сфері зовнішньої торгівлі;
- спеціальний режим, який застосовується до територій спеціальних економічних зон згідно із статтею 24 цього Закону, а також до територій митних союзів, до яких входить Україна, і в разі встановлення будь-якого спеціального режиму згідно з міжнародними договорами за участю України відповідно до статті 25 цього Закону [1].

У Законі України «Про ЗЕД» у дод. № 1 зафіксовано 145 країн світу (країни, що розвиваються), яким згідно з рішенням ООН всі країни-члени ООН повинні надавати режим найбільшого сприяння; у дод. № 2 перераховано 30 країн світу (в основному розвинені країни), яким надано режим найбільшого сприяння.
Отже, Україна повинна надавати 175 країнам світу режим найбільшого сприяння.
Режим найбільшого сприяння в нашій країні, як правило, регламентує верхня преференційна ставка митного податку «Єдиного митного тарифу України».
Режим найбільшого сприяння в Україні згідно з національним законодавством передбачає, що країни для яких він встановлений повинні сплачувати при перетинанні їх товарами митного кордону України податок у розмірі верхньої межі преференційної ставки митного податку.
Основний критерій встановлення режиму найбільшого сприяння передбачає застосування цієї норми до конкретного товару, який підлягає імпорту в нашу країну.
Спеціальний режим передбачає:

- встановлення пільгового оподаткування суб'єктів ЗЕД у ВСЕЗ;
- надання пільг при здійсненні митного контролю (йдеться насамперед про пільгові ставки митного податку);
- надання пільгових державних кредитів суб'єктам ЗЕД, що функціонують у ВСЕЗ;
- здійснення державного страхування кредитів;
- надання державних субсидій суб'єктам ЗЕД;
- надання дотацій суб'єктам ЗЕД.

Субсидії — це грошові кошти, які надаються суб'єктам ЗЕД з метою створення та розвитку експортного виробництва у конкретній сфері господарської діяльності.
Дотації — це грошові кошти, які надаються суб'єктам ЗЕД з метою підтримання належного рівня експортного виробництва та запобігання їх банкрутству [3].
Під час встановлення національного режиму та режиму найбільшого сприяння порівнянється з правовим режимом, який є визначений для національних суб'єктів у даній сфері господарської діяльності. При наданні режиму найбільшого сприяння відбувається порівняння між правовими режимами, які надані у даній державі господарюючим суб'єктам різної державної приналежності [4].
В Україні згідно з Законом України «Про зовнішньоекономічну діяльність» запроваджуються такі правові режими для товарів, що імпортуються з держав — членів Світової організації торгівлі (далі — СОТ):
- національний режим, який означає, що стосовно імпортованих товарів походженням з держав — членів СОТ надається режим не менш сприятливий, ніж для аналогічних товарів українського походження щодо податків, зборів, встановлюваних законами та іншими нормативно-правовими актами правил та вимог до внутрішнього продажу, пропозиції до продажу, купівлі, транспортування, розподілу або використання товарів, а також правил внутрішнього кількісного регулювання, які встановлюють вимоги щодо змішування, переробки або використання товарів у певних кількостях чи пропорціях;
- режим найбільшого сприяння, який стосується мит, митних зборів, методів стягнення таких мита і зборів, правил і формальностей у зв'язку з імпортом і означає, що будь-яка перевага, сприяння, привілей чи імунітет, які надаються стосовно будь-якого товару, що походить з будь-якої держави, повинні негайно і безумовно надаватися аналогічному товару, який походить з території держав — членів СОТ або держав, з якими укладено двосторонні або регіональні угоди щодо режиму найбільшого сприяння.

Винятки щодо режиму найбільшого сприяння в формі преференцій можуть бути зроблені для товарів, що походять з держав, з якими Україна уклала угоди про вільну торгівлю або митний союз чи проміжні угоди, що у майбутньому призведуть до створення зон вільної торгівлі або митних союзів у межах розумного періоду часу (10 років), чи угоди про прикордонну торгівлю та застосування генеральної системи преференцій [1].
Україна є членом Світової організації торгівлі (СОТ). Відповідно до ст.7 Закону України «Про зовнішньоекономічну діяльність», затвердженого постановою Верховної Ради України від 16.04.1991 р. № 959-XII, товарам, які імпортуються з держав-членів СОТ, надається режим найбільшого сприяння, який стосується мита, митних зборів, методів їх стягнення, правил і формальностей у зв'язку з імпортом. Це означає, що будь-яка перевага, сприяння, привілей чи імунітет, які надаються стосовно будь-якого товару, що походить із будь-якої держави, мають негайно й безумовно надаватись аналогічному товару, який походить із території держав-членів СОТ або держав, з якими укладено двосторонні або регіональні угоди щодо режиму найбільшого сприяння. Таким чином, ставки мита, які визначені додатком I до Протоколу про вступ України до СОТ, застосовуються до товарів за походженням із країн, яким Україною надається режим найбільшого сприяння.
Пільгові ставки застосовуються до товарів, які мають походження з держав або економічних союзів, що користуються в Україні режимом найбільшого сприяння, а також до товарів із країн, які розвиваються. Україна уклала угоди про вільну торгівлю з такими країнами, як: Білорусь, Росія, Вірменія, Грузія тощо, і торговельно-економічні угоди з наданням режиму найбільшого сприяння або національного режиму з такими країнами, як: Болгарія, Велика Британія, Греція, Італія, Німеччина, Польща тощо [2].
Державне регулювання зовнішньоекономічної діяльності спрямовується на захист економічних інтересів України, прав і законних інтересів суб'єктів зовнішньоекономічної діяльності, створення рівних умов для розвитку усіх видів підприємництва у сфері зовнішньоекономічних відносин та використання суб'єктами зовнішньоекономічної діяльності доходів та інвестицій, заохочення конкуренції і обмеження монополізму суб'єктів господарювання у сфері зовнішньоекономічної діяльності [1].

## Список використаних джерел
1. Закон України «Про зовнішньоекономічну діяльність» 16.04.1991, № 959-XII [Електрнний ресурс]. — Режим доступу: http://zakon.rada.gov.ua.
2. Горянська Т. В. Нормативно-правове регулювання і облік мита в Україні в рамках СОТ. — Режим доступу до журн.: https://web.archive.org/web/20120815102459/http://www.nbuv.gov.ua/.
3. Дідківський М. І. Зовнішньоекономічна діяльність підприємства. — навчальний посібник / К.: Знання, 2006.- 462 c.
4. Юрченко С. М. Теоретичні засади адміністративно-правового регулювання у сфері зовнішньоекономічної діяльності. — Режим доступу до журн.: https://web.archive.org/web/20120815102459/http://www.nbuv.gov.ua/.